# V803 Centauri
V803 Centauri är en dubbelstjärna i mellersta delen av stjärnbilden Kentauren. Den har en genomsnittlig skenbar magnitud av ca 13,2 och kräver ett kraftfullt teleskop för att kunna observeras. Baserat på parallaxmätning inom Hipparcosuppdraget på ca 3,5 mas, beräknas den befinna sig på ett avstånd på ca 347 ljusår från solen. 

## Egenskaper

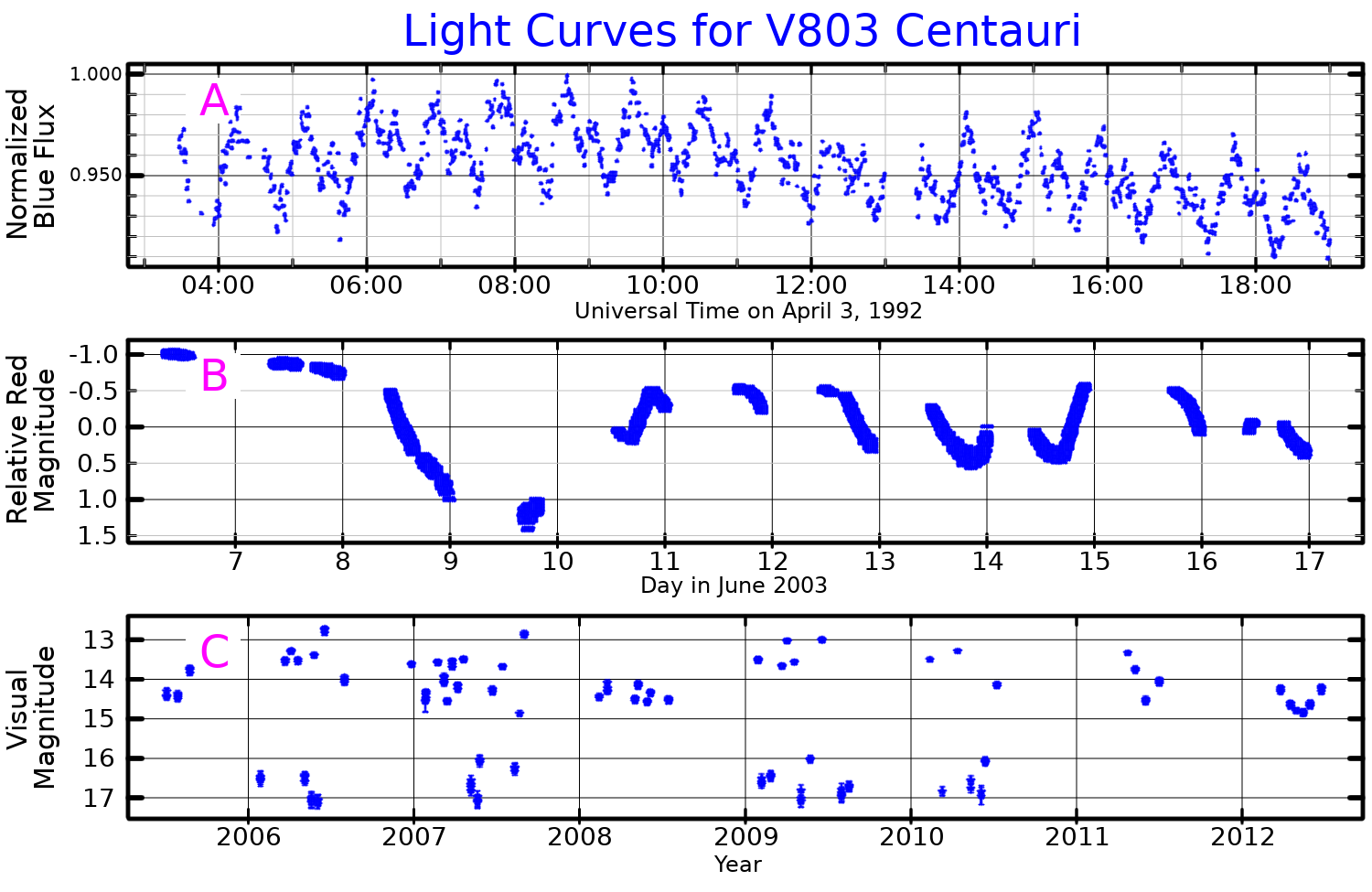
Tre ljuskurvor för V803 Centauri, på tre tidsskalor, timmar (diagram A), dagar (diagram B) och år (diagram C). (2000),Kato et al. (2004) och Levitan et al. (2015)

V803 Centauri är en kataklysmisk dubbelstjärna bestående av en dvärgheliumstjärna som förlorar massa till en vit dvärg. Den är ett exempel på AM Canum Venaticorum-typen av kataklysmiska variabla stjärnor.